# Comida callejera (Turquía)

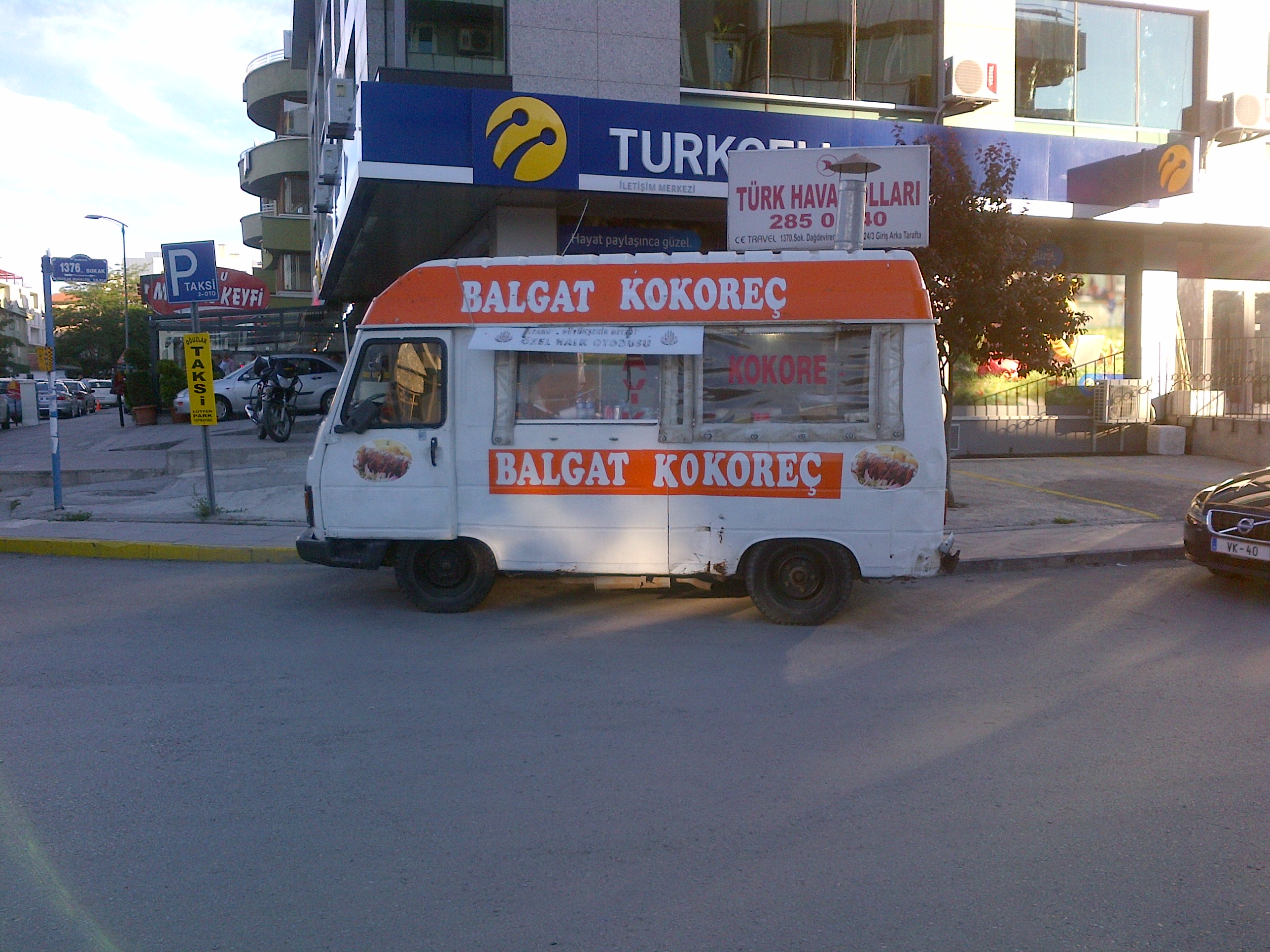
Un "kokoreç" van en la capital turca de Ankara.

La comida callejera en Turquía es muy común y refleja la rıqueza de su cocina. La venta de comida en calle es tan difundido como en quioscos, vans y carros y abarca no solámente fast food y bollería sino también comidas caseras y postres turcos.
Especialmente en las calles de Estambul, la mayor ciudad del país, abundan los vendederos ambulantes de comida callejera.
En esta ciudad, se puede encontrar durante todas las horas de noche carros y utilitarios vendiendo comida caliente, entre los más comunes, kokoreç, tavuklu pilav (arroz con pollo a la turca) y "nohutlu pilav" (pilav con garbanzos). Lo otro que es disponible en las horas de la mañana, especialmente en zonas de agrupación de trabajadores, son "carros de dasayuno". Estos carros de cuatro ruedas y sin tracción motorizada tienen una variedad de productos de desayuno, en un escaparate con vidrio, como huevos duros, quesos y quesillos, aceitunas, tomates y pepinos troceados, mantequilla, pan etc. Cada cliente es servido un plato de o un pan relleno con los productos de desayuno que desea. Estos carros casi siempre están acompañados de otro vendedor ambulante de té o sirven también té caliente. 
La calle de Çiçek Pazarı en el barrio-distrito de Beyoğlu es famoso por los puestos de midye tava, o mejillones fritos en un pincho, que se comen con una salsa tarator generalmente dentro de un panecillo de sándwich.
Las otras ciudades de Turquía igual tienen la venta callejera o ambulante de comidas. Por ejemplo, el simit de Ankara es famoso. En Esmirna es común desayunar en la calle con un "gevrek", nombre local de simit o con boyoz, parte de la herencia cultural sefardí de la ciudad. Además del boyoz, existen otran variedades de comida callejera locales como el postre bici bici de Adana y Mersin que solamente se vende y se consume en la calle. Ni es común prepararlo en casa, ni se ofrece en establecimientos restauradores.

## Lista de variedades
Abajo va un listado categorizado, pero no completo, de variedades de cosas para comer o beber disponible en la venta ambulante en las plazas y calles de Turquía.

### Aperitivos
- Turşu
- Pepino fresco (pelado y con sal)
- Maíz hervido o asado, con sal y mahonesa

### Bollos, börek y parecidos

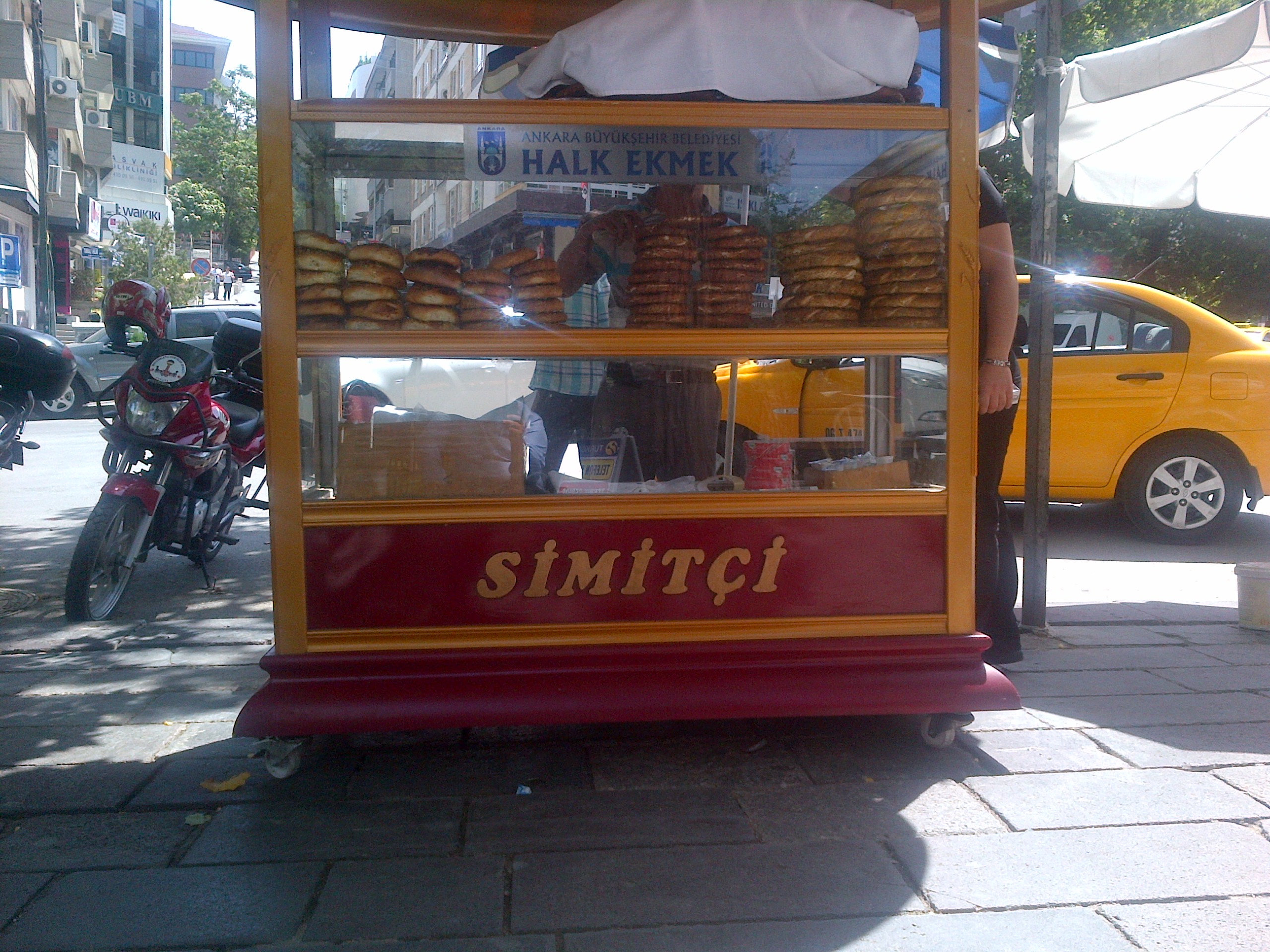
Un carro de simit, típica rosca turca con sésamo, en venta ambulante en la calle Tunalı Hilmi del barrio de Kavaklıdere, Çankaya, Ankara.

Todo lo listado en esta sección se puede vender en el mismo escaparate de carro de venta ambulante o una bandeja grande. Los vendedores de simit generalmente también venden triángulos de queso "karper" (parecido a los quesos La vaca que ríe) para acompañar. Simit, queso y té se considera el desayuno típico de los trabajadores que madrugan.

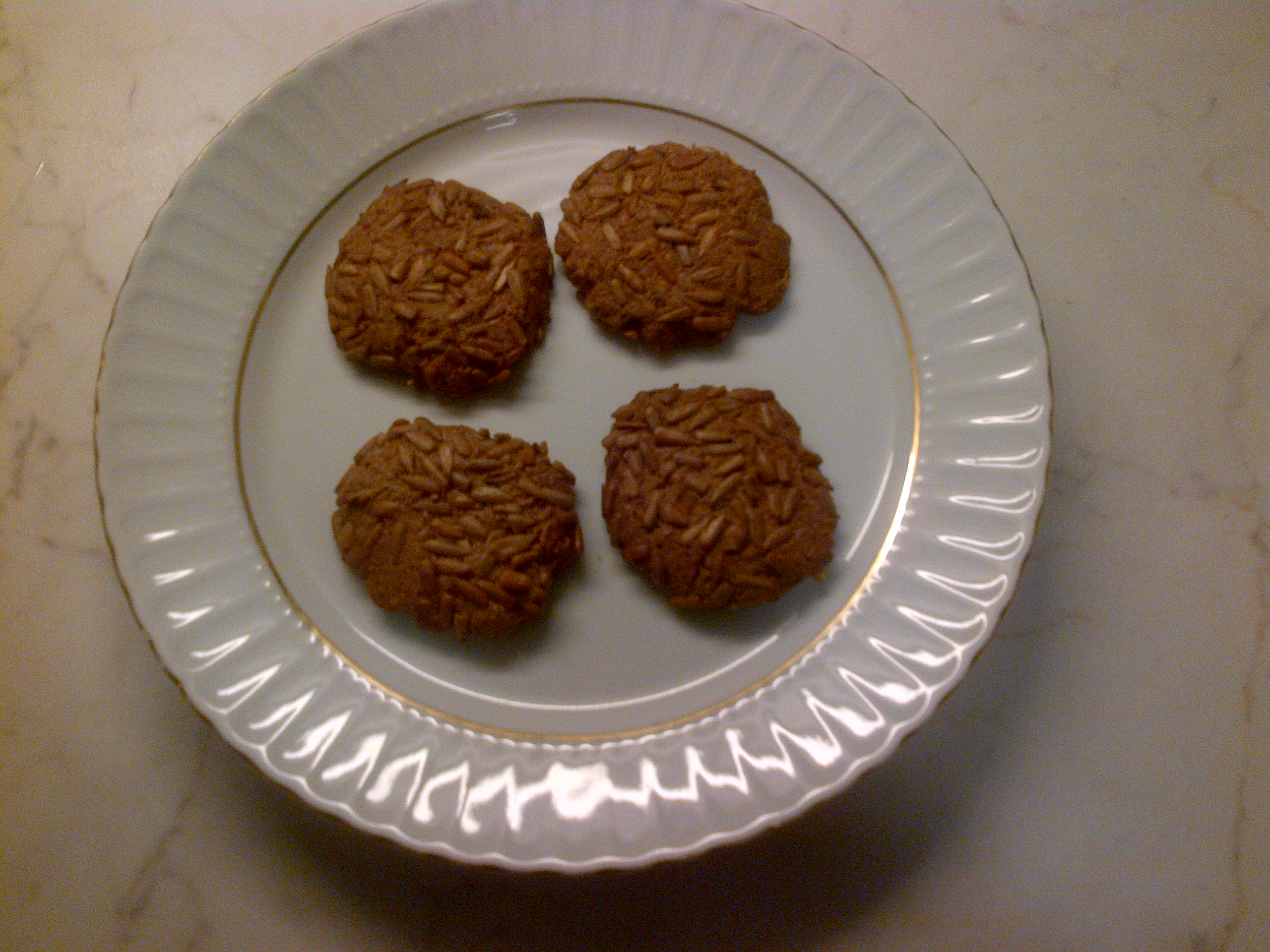
Unos "kurabiye" con semillas de girasol de la famosa panadería de Kireçburnu en el Bósforo, Estambul.

- Acıbadem kurabiyesi
- Açma
- Börek
- Çörek
- Kurabiye
- Pandispanya
- Poğaça
- Simit

### Dürüm, bocadillos y sándwiches

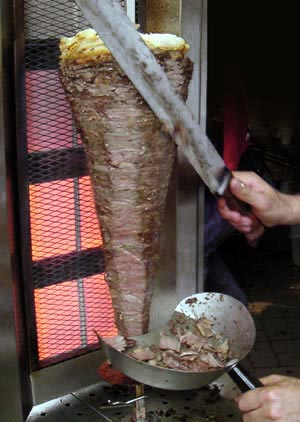
Döner de carne de ternera en un puesto de venta en Turquía.

- Döner Comer un döner en la calle es muy típico en Turquía, generalmente dentro de un gobit (un plano hueco, para rellenar con la carne) o en forma de dürüm.
- Köfte-ekmek Es un bocadillo de köfte a la parrilla servido, generalmente, con tomates, cebollas y algún pimiento verde picante (parecido a las "piparras", llamado en turco sivri biber). Se le echa comino y orégano seco en polvo encima.
- Kokoreç Tal vez el más extraordinario de la comida callejera, kokoreç muchas veces se come como un bocadillo, con pimiento rojo (normalmente no picante) en polvo y orégano seco agregado.
- Midye tava Se sirve en un panecillo de sándwich, con salsa tarator. Sus típicos lugares de venta incluyen Çiçek Pazarı en Beyoğlu, Istanbul, Kordon (la Costanera) en Izmir, y la avenida Sakarya en Kızılay, Ankara.
- Tost "Tost" turco es cualquier cosa puesto entre dos rebanadas de pan de molde y calentado. Generalmente se hace con queso tipo kaşar o sucuk o ambos juntos. A veces también se ponen rodejas de tomate antes de calentar los panes, con mantequilla o margarina. Algunos quioscos, cerca de terminar de calentar el tost, abren los panes y agregan puré de patatas, antes de servir al cliente.

### Patatas
- Kumpir - variante turca de Jacket potato

### Platos de arroz
- Nohutlu pilav - Pilav con garbanzos
- Tavuklu pilav - Pilav con pollo
- Midye dolma

### Platos de masa
- Lahmacun
- Gözleme
- Pide

### Pescado y mariscos

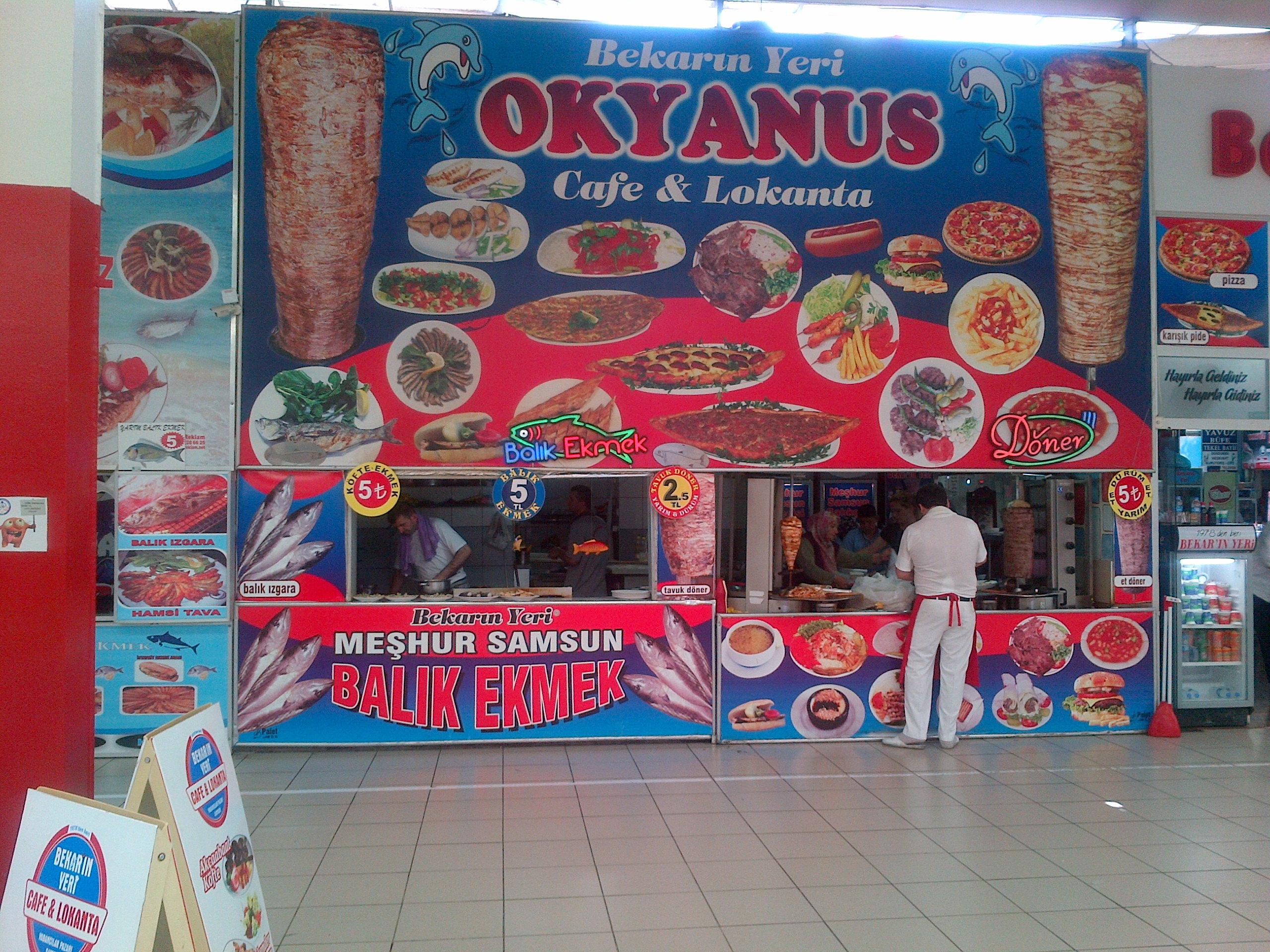
Okyanus, un puesto de comida callejera que aparte de otros platos rápidos sirve "el famoso balık-ekmek de Samsun" (Meşhur Samsun Balık-Ekmek) en la ciudad de Samsun, en la costa del Mar Negro.

- Balık-ekmek: Pescado en pan, el modo más barato y saludable de comer en las calles de Estambul[5] y varias otras ciudades de Turquía.
- Midye tava: Típicos mejillones fritos del Çiçek Pazarı y otras calles de Estambul y del Kordon (La Costanera) en Esmirna, servidos como un bocadillo con su salsa tarator.
- Midye dolma: Los mejillones rellenos con pilav es la comida de las horas altas en las calles de muchas grandes ciudades de Turquía. Las conchas del mejillón son abiertos por el vendedor ambulante, que tiene sus productos en una bandeja grande, el cliente esgrima zumo de limón sobre el mejillón y arroz, y lo come de una vez. Cada cliente come varios dolmas de mejillones y una vez terminado de comer, se cuentan las conchas para calcular la cuenta a pagar. Es un rito urbano de las clases populares comer midye dolma en las calles de medianoche, después de una salida, y antes de volver a casa.

### Postres, frutas y dulces
- Baklava
- Lokma
- Macun - para los niños
- Maraş dondurması - un variante de helado especial de Turquía
- Şambalı
- Sandía fresco, troceado en medialunas

### Bebidas

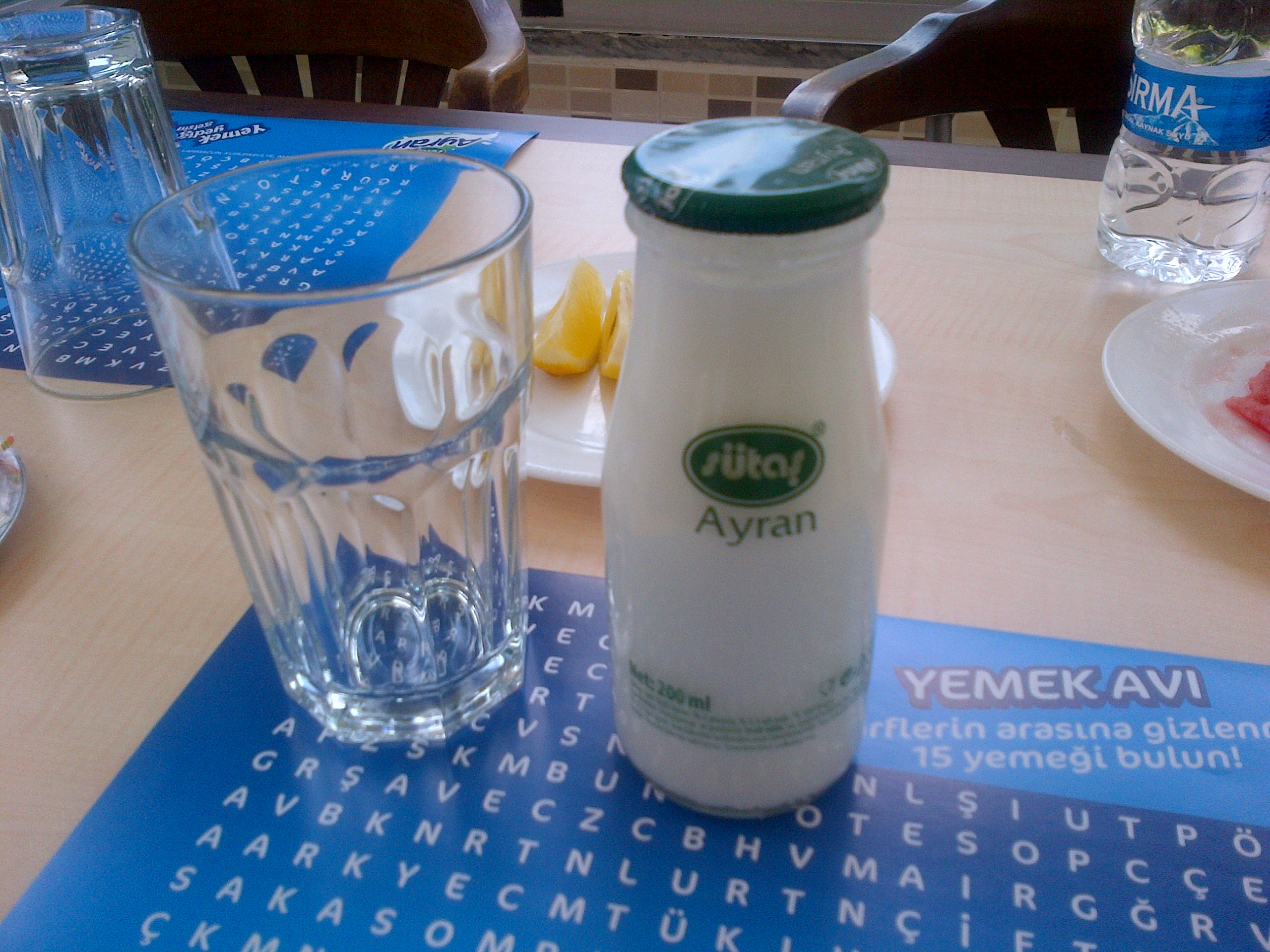
Ayran, bebida tradicional de yoğurt; junto al té turco es el acompañiamiento más común de börek, simit y döner en la cocina turca.

- Ayran
- Boza
- Café turco
- "Limonata"
- Sahlep
- Şalgam suyu (picante o normal)
- Şerbet
- Şıra
- Té turco
- Turşu suyu - el "caldo" de turşu